# Ondata Glaciale
(Heidar, Maestro di Ventogelo)

Il logo del set

Ondata Glaciale (in inglese Coldsnap) è un set di espansione del gioco di carte collezionabili Magic: l'Adunanza. In vendita in tutto il mondo dal 21 luglio 2006, è l'espansione conclusiva del blocco di Era Glaciale, che comprende anche le due precedenti espansioni, Era Glaciale appunto e Alleanze.

## Ambientazione
(Kjeldor: Civiltà dei Ghiacci)
La storia riprende gli avvenimenti raccontati nel set Alleanze. Il continente di Terisiare è appena uscito da una tremenda era glaciale, Nuova Argivia, l'alleanza fra il regno di Kjeldor e i barbari di Balduvia, sta cercando di stringere una nuova alleanza con gli abitanti della foresta di Yavimaya, e i cavalieri dell'Ordine di Juniper spingono affinché questo patto venga siglato. Queste tre grandi società potrebbero unificare tutta la metà orientale del continente, ma i maghi di Ventogelo tramano per far ripiombare Terisiare in una nuova era glaciale magica.
(Lovisa Occhifreddi)

## Caratteristiche
Ondata Glaciale è composta da 155 carte, stampate a bordo nero, così ripartite:
- per colore: 25 bianche, 25 blu, 25 nere, 25 rosse, 25 verdi, 10 multicolori, 7 incolori, 13 terre.
- per rarità: 55 comuni, 55 non comuni, 40 rare e 5 terre base.

Il simbolo dell'espansione è un trio di stalattiti di ghiaccio, e si presenta nei consueti tre colori a seconda della rarità: nero per le comuni, argento per le non comuni, e oro per le rare.
Ondata Glaciale è stata al centro di un piccolo caso nel mondo di Magic: l'Adunanza. Essa va a concludere il blocco di Era Glaciale, iniziato nel 1995 e che conteneva, prima dell'uscita di Ondata Glaciale, le espansioni Alleanze e Origini. Secondo la Wizards of the Coast in realtà Origini non avrebbe mai dovuto far parte del blocco, ma vi era confluita perché, nel 1996, in seguito a problemi organizzativi, la direzione aveva preferito bloccare lo sviluppo dell'espansione conclusiva di Era Glaciale, Ondata Glaciale, decidendo di rimpiazzarla con un'espansione autoconclusiva già elaborata, Origini appunto. Ondata Glaciale è così rimasta "congelata" per dieci anni, fino a quando non è stato ripreso e concluso dall'attuale squadra di lavoro della Wizards of the Coast. Dopo la distribuzione di Ondata Glaciale l'espansione Origini è uscita dal blocco di Era Glaciale.
Ondata Glaciale è disponibile in bustine da 15 carte casuali e in 4 mazzi tematici precostituiti di 60 carte ciascuno:
- Aurochs Stampede (rosso/verde)
- Beyond the Grave (nero/rosso/verde)
- Kjeldoran Cunning (bianco/blu)
- Snowscape (blu/nero)

Ondata Glaciale fu presentata in tutto il mondo durante i tornei di prerelease l'8 luglio 2006, in quell'occasione venne distribuita una speciale carta olografica promozionale: il Cavalca Allosauro, che presentava un'illustrazione alternativa rispetto alla carta che si poteva trovare nelle bustine.

### Ristampe
Nel set sono state ristampate le seguenti carte da espansioni precedenti:
- Foresta Innevata (dal set di espansione Era Glaciale)
- Isola Innevata (dal set di espansione Era Glaciale)
- Montagna Innevata (dal set di espansione Era Glaciale)
- Palude Innevata (dal set di espansione Era Glaciale)
- Pianura Innevata (dal set di espansione Era Glaciale)
- Congelato (dal set di espansione Flagello)

Nei mazzi precostituiti di Ondata Glaciale è presente anche un certo numero di carte dalle espansioni Era Glaciale e Alleanze, ristampate però secondo gli attuali parametri di visualizzazione delle carte di Magic.

## Novità
(Kaysa, druido anziano dell'Ordine di Juniper)
La novità principale riguarda le modifiche al supertipo innevato, utilizzato in Era Glaciale solo per le terre base innevate. Inoltre Ondata Glaciale presenta due nuove abilità e ripropone il vecchio mantenimento cumulativo, un'abilità presente in alcune carte dei blocchi di Era Glaciale e Mirage, modificandone le regole.
Come nelle altre espansioni del blocco di Era Glaciale, in Ondata Glaciale sono presenti un certo numero di slowtrips, cioè carte che permettono di pescare una carta all'inizio della fase di mantenimento del prossimo turno.

### Il supertipo “Neve”
(Heidar, maestro di Ventogelo)
Con Ondata Glaciale il supertipo Innevato diventa Neve, può essere applicato a qualsiasi tipo di carta. Il mana prodotto da un permanente con il supertipo Neve può essere impiegato come mana neve per l'attivazione di specifiche abilità. Il mana neve è raffigurato da un proprio simbolo, un fiocco di neve, questo simbolo è utilizzato solo nei costi di attivazione delle abilità, mai nei costi di mana delle carte.

### Nuove abilità

#### Recupero
Le carte con Recupero (in inglese Recover) possono essere, solo se una creatura è finita nel cimitero e a patto di pagare un certo numero di mana, riprese dal cimitero in mano. Se non si paga il costo la magia va rimossa dal gioco.

#### Propagazione
Quando si gioca una magia con Propagazione (in inglese Ripple) possono essere rivelate un certo numero di carte (sulla carta è scritto quante) dal grimorio. Se ciò viene fatto possono essere giocate senza pagare nulla tutte le carte rivelate uguali a quella giocata. Tutte le altre carte rivelate vanno messe in fondo al mazzo.

## Carte famose
In Ondata Glaciale sono presenti alcuni cicli di carte:
- il ciclo dei Martiri, carte creatura che presentano un'abilità il cui costo include rivelare un certo numero di carte dalla propria mano, come il Martire delle Ceneri
- il ciclo delle Double-Pitch, carte che permettono di eliminare dal gioco due carte di un colore preciso invece di giocare il loro costo di mana, come Requisire
- un ciclo di carte il cui funzionamento è potenziato se ne sono presenti altre copie nel cimitero, come Grido di Guerra Kjeldor e Strapparune

Sono presenti carte creatura del tipo uri, accomunate da un'abilità che fa riferimento ad altri uri in gioco, come Maschio Uri, Uri Gelocorno e Mandria di Uri.
Profondità Oscure è una carta terra leggendaria, in grado di mettere in gioco una pedina creatura leggendaria nera di tipo avatar chiamata "Marit Lage", indistruttibile e con l'abilità volare e forza e costituzione pari a entrambe a 20. Pur non essendo questa una vera e propria carta di Magic, (le pedine non possono essere inserite in un grimorio e svaniscono quando lasciano il campo di battaglia, non possono essere giocate perché non sono carte, "rappresentano" delle carte), Marit Lage è la creatura la cui somma di forza e costituzione stampate sulla carta è la più alta del gioco.
Altre carte famose di Ondata Glaciale sono:
- Vipera di Ohran
- Valchiria dell'Adarkar
- Devastazione Solare
- Bocca di Ronom
- Ricerca Pericolosa
- Lovisa Occhifreddi
- Profondità Oscure
- Zur l'Incantatore